# Taszárs flygplats
Taszar är en flygplats i Ungern. Den ligger i den västra delen av landet, 150 km sydväst om huvudstaden Budapest. Taszar ligger 160 meter över havet.
Terrängen runt Taszar är platt. Runt Taszar är det ganska tätbefolkat, med 52 invånare per kvadratkilometer. Närmaste större samhälle är Kaposvár, 9,7 km väster om Taszar. Trakten runt Taszar består till största delen av jordbruksmark.